# Say the word
「Say the word」（セイ・ザ・ワード）は、日本の元女性歌手、安室奈美恵の単独名義では20枚目のシングル。安室奈美恵が小室哲哉プロデュースを脱退し、セルフプロデュースを開始してから最初のシングルである。

## 解説
- 小室哲哉プロデュースを離れた第1弾シングル。作詞は安室自身が担当している[1]。内容は当時、SAMとの間に産まれていた長男に向けたメッセージソング。
- 5枚目のアルバム『break the rules』に続く2001年第2弾シングル。
- 原曲は2001年に発売されたデンマークの歌手、ジャネット・デブの初の全編英語詞アルバム『Virtualize』に収録されている同名同曲。当初はアルバムのオリジナル曲だったが、安室のシングル発売に合わせて2001年8月にシングル・カットされた。
- オリジナル・アルバムには未収録で、ベスト・アルバム『LOVE ENHANCED ♥ single collection』にはニューアレンジメントバージョンが、『Finally』にはシングルと同じアレンジでボーカルを録り直したバージョンが収録されている。
- KOSE「ルミナス」CMソング。CMバージョンは、アレンジや歌詞がCDと多少異なる。

## 収録曲

### CD
1. Say the word [3:58]
作詞：安室奈美恵
作曲：Ronald Malmberg, Thomas Johansson
編曲：原一博、上野圭市
KOSE「ルミナス」CMソング
2. Let's not fight [4:11]
作詞：松本理恵, Ramona Lyons, Jay Lyons
作曲：Ramona Lyons, Jay Lyons
編曲：Cobra Endo
3. Say the word (Breeze House Mix) [5:45]
Remix：上野圭市、二見裕、工藤勇司
4. Say the word (Instrumental) [3:58]
5. Let's not fight (Instrumental) [4:11]

### アナログ盤
SIDE-A
1. Say the word (Breeze House Mix)
2. Say the word (Clappy Mix)
Remix：上野圭市

SIDE-B
1. Say the word (Original Mix)
2. Let's not fight

## 収録アルバム
- Say the word
  - ベスト『LOVE ENHANCED ♥ single collection』(new arrangement)
    - 楽曲をリアレンジ、再録して収録。

  - ベスト『Finally』（Disc-2）
    - 楽曲を再録・ニューレコーディングで収録。
- Let's not fight
  - 未収録。